# FokI
A enzima FokI é um membro de uma classe incomum de enzimas de restrição que reconhecem uma sequência específica de ADN e não especificamente clivam a uma curta distância a partir dessa seqüência. FokI consiste de um domínio de reconhecimento do polipeptídeo de ADN N-terminal e um do domínio C-terminal de clivagem.